# Pingasa batiaria
Pingasa batiaria là một loài bướm đêm trong họ Geometridae.